# Apjok József
Apjok József (Makó, 1939. február 6. –) magyar kémikus. A kémiai tudományok kandidátusa (1969).
Kutatási területe a MEOR (ásványolaj kinyerés fokozása mikrobiológiai módszerrel) kémiai vonatkozásai és a biodeszulfurizáció kémiai vonatkozása.

## Életpályája
1953–1957 között az Irinyi János Kémiai Szakközépiskola diákja volt Szegeden. 1957–1962 között a Szegedi Tudományegyetemen tanult.
1962–1965 között a szegedi József Attila Tudományegyetem Szerves Kémia Tanszékén tanársegéd, 1969–1974 között adjunktus volt. 1965–1969 között a Szovjet Tudományos Akadémia végzős hallgatója volt a moszkvai „Zelinszkij” Szerves Kémiai Intézetben. 1969-ben PhD. fokozatot szerzett a Magyar Tudományos Akadémián.
1972–1973 között a moszkvai Szovjet Tudományos Akadémia Szerves Kémiai Intézetének vendégkutatója volt. 1974-től a szegedi József Attila Tudományegyetem Szerves Anyagok Tanszékének egyetemi docense.
1987–1989 között vendégkutató volt a Szerves Kémiai Intézetben.
1998-ig oktatott.

## Díjai
- Díszdiploma (arany) (2012)[3][4]